# Lentinellus cochleatus
Lentinellus cochleatus (Pers.) P. Karst., Bidr. Känn. Finl. Nat. Folk 32: 247 (1879)

## Descrizione della specie

### Cappello
Elastico, irregolarmente imbutiforme, 3–10 cm di diametro, margine involuto, lobato; cuticola fulvo-rossastra od ocra-rossastra.

### Lamelle
Fitte, ineguali, lungamente decorrenti, con taglio seghettato; biancastre e poi rosate.
Gambo===
Generalmente laterale od eccentrico, saldato alla base, elastico; rosso incarnato o bruno-rossastro.

### Carne
Tenace, rossastra.
- Odore: di anice.
- Sapore: tenue, mite.

### Spore
Globose, amiloidi, bianche in massa.

## Habitat
Fruttifica a cespi, in estate-autunno, su tronchi o ceppaie di latifoglie.

## Commestibilità
Commestibile, si consiglia di utilizzare solo esemplari molto giovani, perché coriaceo.

## Peculiarità
Come tutti i Lentinus ha le lamelle seghettate, caratteristica peculiare che lo distingue da altri funghi molto somiglianti.

## Etimologia
Dal latino coclea, chiocciola, per la forma del cappello.

## Sinonimi e binomi obsoleti
- Agaricus cochleatus Pers., Abbildungen und Beschreibungen der Schwämme 3: tab. 28 (1793)
- Agaricus cochleatus Secr., (1833)
- Agaricus confluens Sowerby, Coloured figures of English Fungi or Mushrooms (London) 2: tab. 168 (1798)
- Clavicorona dryophila Maas Geest., Persoonia 8: 213 (1975)
- Lentinellus marcelianus P.A. Moreau & P. Roux, in Moreau, Roux & Mascarell (1999)
- Lentinus cochleatus (Pers.) Fr., Syst. orb. veg.: 78 (1825)
- Lentinus friabilis Fr., Syn. generis Lentinus: 12 (1836)
- Lentinus umbellatus sensu Rea (1922); fide Checklist of Basidiomycota of Great Britain and Ireland (2005)
- Omphalia cochleatus (Pers.) Gray, A Natural Arrangement of British Plants (London) 1: 612 (1821)
- Pocillaria cochleata (Pers.) Kuntze, Revis. gen. pl. (Leipzig) 2: 866 (1891)
- Pocillaria friabilis (Fr.) Kuntze, Revis. gen. pl. (Leipzig) 2: 866 (1891)